# Silvija Ravdone
Silvija Ravdone  (nacida el 12 de octubre de 1940 en Liepāja y fallecida el 9 de febrero de 2017 en Riga) fue una jugadora de baloncesto letona. Consiguió 3 medallas en competiciones oficiales con URSS.